# Dibencil sulfóxido
El dibencil sulfóxido es un sulfóxido de fórmula molecular C14H14OS.
- Datos: Q5805477

1. ↑  Número CAS